# Matej Vidović (Fußballspieler)
Matej Vidović (* 16. April 1992) ist ein kroatischer Fußballspieler.

## Karriere
Vidović begann seine Karriere beim LASK. Zwischen 2002 und 2003 spielte er als Kooperationsspieler beim SV Chemie Linz und schloss sich ab 2004 gänzlich Chemie Linz an. In den Spielzeiten 2006/07, 2007/08 und 2008/09 brachte er es auf 15 Meisterschaftseinsätze und ein -tor für die Herrenmannschaft. 2009 schloss er sich dem FC Blau-Weiß Linz an. Ab 2010 kam er für die Amateurmannschaft der Linzer in der Bezirksliga zum Einsatz.
2013 stand Vidović schließlich erstmals im Kader der Profis. Sein Debüt in der zweiten Liga gab er im Mai 2013, als er am 32. Spieltag der Saison 2012/13 gegen den SCR Altach in der 83. Minute für Konstantin Wawra eingewechselt wurde. Mit Blau-Weiß musste er zu Saisonende in die Regionalliga absteigen.
Zur Saison 2015/16 wechselte Vidović zum fünftklassigen ASKÖ Oedt. Mit Oedt konnte er zu Saisonende in die OÖ Liga aufsteigen. Im Januar 2017 schloss er sich dem Ligakonkurrenten SV Bad Schallerbach an. Diesen verließ er im Sommer 2018, um sich dem ASKÖ Donau Linz anzuschließen.